# Liparis bracteata
Liparis bracteata är en orkidéart som beskrevs av Trevor Edgar Hunt. Liparis bracteata ingår i släktet gulyxnen, och familjen orkidéer. Inga underarter finns listade i Catalogue of Life.